# Mario Primicerio
Mario Primicerio (Roma, 13 de noviembre de 1940-Florencia, 30 de mayo de 2025) fue un académico y político italiano.

## Biografía
Graduado en Física en noviembre de 1962, fue investigador del Laboratorio de gas ionizado de Frascati; desde 1970 trabaja en la Universidad de Florencia.
Hasta junio de 1999 fue alcalde de Florencia, cargo para el que fue elegido en 1995 .